# 張載賡
張載賡（17世紀—17世紀），南直隸寧國府涇縣南隅人，明朝軍事人物。

## 生平
張載賡在崇禎四年（1631年）的武會試第二名成武進士，應天巡撫張國維在南直隸剿滅流寇，他在其麾下多次立下戰功；十年（1637年）正月賊人入侵江浦和六合，從小路突襲安慶，張國維命令他率兵救援，賊人望風逃遁，到三月敵軍進犯太湖，他連同潘大可等人於酆家店作戰，殺敵無算，官至蘇州游擊。

## 引用
1. 1 2  嘉慶《寧國府志·卷十八·人物志 武功》：張載賡 崇正辛未武進士，時以疆場需才，詔依文例殿試傳臚，賜王來聘為狀元，載賡榜眼，武榜三元自此始。載賡負才氣、善騎射，巡撫張國維勦賊江南，拔置標下，屢立戰功。十年正月賊犯江浦六合，從間道突安慶，國維遣載賡率兵馳救，賊望風遯去；三月犯太湖，復偕潘大可等逆戰酆家店，奪勇突擊，殺傷無算，累官蘇州游擊。 涇縣舊志
2. ↑  光緖《重修安徽通志·卷二百三十·人物志·武功一》：張載賡，涇縣人，崇禎辛未武進士，時疆宇需才，詔依文殿試例傳臚，以王來聘為狀元，載賡榜眼，武榜三元自此始。巡撫張國維剿賊江南，拔置標下，屢立戰功。賊犯江浦六合，間道突安慶，載賡馳救，賊望風遯去。復犯太湖，又逆擊酆家店，斬獲無算，累官蘇州游擊。 《明史》陳于王傳，《寧國府志》辛未
3. ↑  嘉慶《涇縣志·卷十八·人物》：張載賡，南隅人，崇正辛未武進士，時疆場需才，詔依文例殿試傳臚，賜王來聘為狀元，載賡榜眼，武榜三元自此始。載賡負才氣、善騎射，巡撫張國維勦賊江南，拔置標下，屢著戰功。十年正月賊犯江浦六合，從間道突安慶，國維遣載賡率兵馳救，賊望風遁去；三月犯太湖，復偕潘大可等逆戰酆家店，奮勇突擊，殺傷無算，後累官蘇州游擊。 錢志